# The Tailor of Gloucester
The Tailor of Gloucester (O Alfaiate de Gloucester) é um livro infantil britânico escrito e ilustrado por Beatrix Potter publicado pela primeira vez pela editora Frederick Warne & Co em Outubro de 1903. A história fala sobre um alfaiate que está a fazer um colete, e é ajudado por uns ratos, que ele tinha salvado de um gato, a terminá-lo. O conto é baseado numa história verídica que envolveu um alfaiate e os seus assistentes. Beatrix afirmou que, de todos os seus livros, esta história era uma suas preferidas.